# 조사 (품사)
조사(助詞, 문화어: 토) 또는 토씨는 대표적으로 한국어와 일본어에서 주로 체언에 붙어서 다른 말과의 관계를 나타내거나 특별한 뜻을 더해 주는 품사이다. 한국어에는 대표적으로 '이·가', '을·를', '에게' 등이 있다. 조사는 실질적인 의미는 가지지 않기 때문에 문법형태소의 하나이다.

## 조사의 분류
한국어의 조사는 통사의미론적으로 격조사, 보조사, 접속조사로 구분된다. 한편 음운적으로는 동일 기능의 조사는 이형태가 존재하는 가운데 음운적 환경에 따라 상보적 분포를 보인다는 특징이 있다.

### 격조사
격조사(格助詞)는 체언과 다른 말과의 관계, 즉 '격(格)'을 나타내는 조사로, 다음과 같이 여러 가지가 있다.
- 주격 조사: 앞의 체언을 주어가 되게 하는 조사로, '이·가·께서'가 있다. 중세국어가 표시된 문헌이 적어 정확한 연구가 힘들지만 15세기부터 이·가 가 사용된 기록이 있다.
- 서술격 조사: 앞의 체언을 서술어가 되게 하는 조사로, '이다' 하나뿐인데 어미 활용을 한다.
- 관형격 조사: 앞의 체언을 관형어가 되게 하는 조사로, '의' 하나뿐이다.
- 목적격 조사: 앞의 체언을 타동사의 목적어가 되게 하는 조사로, '을·를'이 있다.
- 보격 조사: 앞의 체언을 보어가 되게 하는 조사로, 불완전 용언 '되다·아니다' 앞에 위치한 '이·가'가 있다.
- 부사격 조사: 앞의 체언을 부사어가 되게 하는 조사로, 다른 격조사에 비해 그 숫자가 많으며 처소, 도구, 자격, 원인, 동반, 비교 등 다양한 의미를 지닌다. '에·에서·에게·으로' 등이 있다.
- 호격 조사: 독립어로서의 호칭이 되게 하는 조사로, '야·여·아·이여·시여' 등이 있다.

형태론적인 분류로, 주격(이·가), 대격(을·를), 속격(의), 여격(에·에게), 처격(에서·에게서), 도구격(로·으로), 공동격(와·과), 호격(아·야·여·이여) 등으로 분류되기도 한다.

#### 격조사의 상보 분포
주격 조사 '이·가', 목적격 조사 '을·를', 보격 조사 '이·가', 호격 조사 '아·야' 및 일부 조사는 앞에 오는 말의 음운 환경에 따라 형태가 달라진다. 이러한 현상을 음운론적 이형태라고 부른다. 
- 앞에 오는 말에 받침(종성)이 있으면 각각 '이·을·이·아'가 결합한다.
  - 예) 구슬이, 구슬을, 구슬이, 구슬아

- 앞에 오는 말에 받침(종성)이 없으면 각각 '가·를·가·야'가 결합한다.
  - 예) 다리가, 다리를, 다리가, 다리야

#### 격에 따른 조사 '이/가'의 구분
주격 조사 '이, 가', 보격 조사 '이, 가'는 형태가 동일하기 때문에 구분을 요한다. 주로 '되다, 아니다' 앞에 오는 '이, 가'는 보격 조사로 판단한다.
- 물이 얼음이 되었다. 
  - 이 문장의 주어는 '물이'이고 여기에 쓰인 '이'는 주격 조사이다. 반면 '얼음이'는 문장에서 보어이며 여기에 쓰인 '이'는 보격 조사이다.

### 접속조사
접속조사(接續助詞)는 두 단어를 이어 주는 구실을 하는 조사로, '와·과·(이)랑·(이)며' 등이 있다.

### 보조사
보조사(補助詞)는 여러 성분에 두루 붙어 특별한 뜻을 더해 주는 조사로, 격조사가 올 자리에 쓰이거나 보조사 뒤에 다시 보조사가 쓰이기도 한다. 체언뿐 아니라 부사나 연결어미 뒤에도 쓰인다. '은·는·도·만·까지·조차·부터·마저·요·대로·(이)야말로·(이)나마' 등이 있다.

## 조사의 음운 분포
한국어의 조사는 폐음절(자음으로 끝나는) 체언 뒤에서 모음으로 시작하는 형태가 선택되고, 개음절(모음으로 끝나는) 체언 뒤에서 자음으로 시작하는 형태가 선택된다. 단, 접속조사 '와·과'의 분포는 이와 반대('과'는 폐음절로 끝나는 체언 뒤, '와'는 개음절로 끝나는 체언 뒤에서)다.

## 일본어의 격조사
일본어에서 주로 쓰는 격조사는 대체적으로 を를 쓴다. を와 관련된 문서에 따르면, 한국어의 '을·를'에 상당한 표현을 목적으로 쓴다.